# Ludwig von Schmidberg

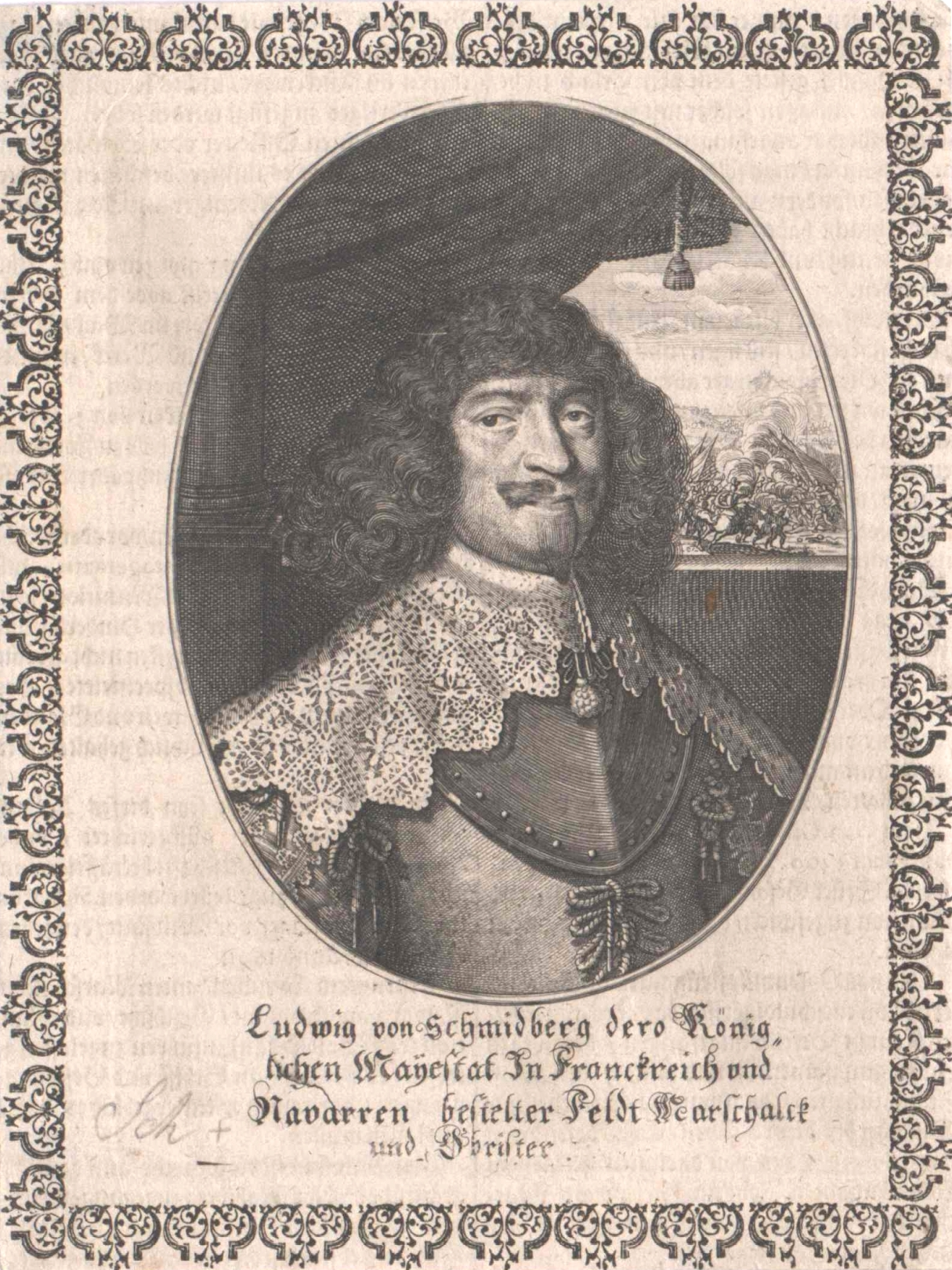
Schmidberg (Abbildung eines Kupferstichs aus Matthäus Merians Theatrum Europaeum, 1643)

Ludwig von Schmidberg (* 1594 in Weißenburg in Bayern; † 1657 in Lehrensteinsfeld) war eine Militärperson im Dreißigjährigen Krieg. In schwedischen Diensten war er 1631/32 Stadtkommandant von Heilbronn, später wurde er in französischen Diensten Feldmarschall und schließlich Oberbefehlshaber über alle französisch besetzten Orte in Deutschland. Er erwarb 1649 Güter in der Gegend um Heilbronn, so dass er nach seiner Entlassung aus französischem Dienst ab 1651 Ortsherr von Lehrensteinsfeld war, das seiner Familie noch bis 1778 gehörte.

## Leben
Im Dezember 1631 zählte Ludwig von Schmidberg als Oberstleutnant zum Gefolge des schwedischen Feldmarschalls Gustaf Horn bei der Belagerung und anschließenden Besetzung von Heilbronn. Horn zog nach geglückter Besetzung mit einem Großteil der schwedischen Truppen bereits am 25. Dezember 1631 weiter und ernannte Schmidberg zum Stadtkommandanten von Heilbronn. Schmidbergs Aufgabe bestand insbesondere darin, die Befestigung der Stadt Heilbronn auszubauen. Im Januar 1632 ließ er Schanzen vor dem Sülmertor und ein Bollwerk an der Nordostecke der Stadt anlegen, und im März 1632 wurde auf seinen Befehl das vor den Toren der Stadt gelegene Heilbronner Karmeliterkloster abgerissen, da es eines der wenigen Gebäude außerhalb der Stadtmauern war, den Schweden bei der Belagerung der Stadt gute Dienste geleistet hatte und keinen anderen Truppen mehr dienlich sein sollte. Im selben Jahr beschenkte König Gustav Adolf von Schweden Schmidberg mit den Gütern von Hans Heinrich von Ehrenberg (aus der Familie der Ehrenberg), die Schweden im Krieg zugefallen waren. Schmidberg scheint die Schenkung jedoch nie in Besitz genommen zu haben, nach der protestantischen Niederlage in der Schlacht bei Nördlingen 1634 wurde sie dann ohnehin gegenstandslos.
Unter dem Herzog Bernhard von Weimar avancierte Schmidberg im weiteren Verlauf des Krieges zum Feldmarschall. Er war an der Belagerung der Festung Philippsburg beteiligt und war zeitweilig Stadtkommandant von Speyer. Nach dem Tode Bernhards von Weimar und dem Übergang von dessen Heer unter französische Herrschaft stand Schmidberg ab 1639 in französischen Diensten. 1641 berichtete er König Ludwig XIII. über das Kriegswesen im Elsass. 1645 kämpfte er unter Turenne gegen die kaiserlichen Truppen und geriet in der Schlacht bei Herbsthausen in Gefangenschaft, die er in Ingolstadt fristete. Nach dem Waffenstillstand zwischen Bayern und Frankreich 1647 kam er wieder frei. Gleichzeitig kam Heilbronn wieder unter französische Besatzungsherrschaft, woraufhin Schmidberg dorthin zurückkehrte. 1649 wurde er von Turenne zum Oberbefehlshaber über alle französisch besetzten Orte in Deutschland erhoben und erwarb den Ort Lehrensteinsfeld sowie Anteile von Adersbach und Ittlingen. Seinen Wohnsitz nahm er im Schloss Lehrensteinsfeld. Im Jahr 1651 wurde er aus französischen Diensten entlassen. Daraufhin widmete er sich dem Ausbau der Ortsherrschaft in Lehrensteinsfeld. Dorf und Schloss Lehrensteinsfeld blieben bis zum Tod seines letzten männlichen Nachkommen, Johann Friedrich Carl von Schmidberg († 1777), im Besitz der Familie Schmidberg.
Schmidberg wurde im Jahr 1657 im Alter von 63 Jahren hingerichtet und wurde in der Gruft der alten Laurentiuskirche in Lehrensteinsfeld begraben. Das Grabmal, das sein Wappen und das seiner Ehefrau Maria Magdalena von Mentzingen zeigt, wurde Anfang des 20. Jahrhunderts gemeinsam mit weiteren Schmidberg-Epitaphen ins Lapidarium des Historischen Museums in Heilbronn gegeben und nach dem Zweiten Weltkrieg in der Kilianskirche aufgestellt, kam aber 2010 als Dauerleihgabe wieder in den Wehrturm Lehrensteinsfeld, den Turm der alten Laurentiuskirche, zurück.

## Wappen
Das Schmidberg’sche Wappen zeigt in der Mitte drei Wellenbalken. Oberhalb der Balken befindet sich ein Vollmond, der von zwei Davidsternen flankiert wird. Aus diesem Wappen wurden 1959 zwei Wellenbalken in das Wappen Lehrensteinsfelds übernommen.